# フランク・アチェンポン
フランク・アチェンポン（Frank Acheampong，1993年10月16日 - ）は、ガーナ・アクラ出身のサッカー選手。河南足球倶楽部所属。ポジションはフォワード。姓はアチェアンポン、アチェアンポングとも表記される。

## 経歴
ガーナのキング・ファイサル・ベイブス (en:King Faisal Babes) でキャリアをスタートし、2010年はベレクム・チェルシー (en:Berekum Chelsea) でプレー。2010年11月、マンチェスター・シティFCオーナーのシャイフ・マンスールに招待されて、彼が所有するもう一つのクラブであるアル・ジャジーラのトライアルを受けた。
2011年2月にタイのブリーラムに加入。AFCチャンピオンズリーグ2012では2012年3月21日に行われたグループリーグの対広州恒大戦にて決勝点を決めた。
2012年11月にはセルティックFCのトライアルに招待されたが、契約には至らなかった。2013年1月、2012-13シーズン終了までのローンでRSCアンデルレヒトに移籍。2013年4月16日、100万ユーロの移籍金で完全移籍が成立した。ベルギーでのデビュー戦は7月28日の対KSCロケレン戦で70分から途中出場した。69分から途中出場した8月11日の対KAAヘント戦では初ゴールを記録した。

## 代表歴
2012年8月にガーナ代表に初招集され、15日に西安で行われた中国代表との国際親善試合にて初出場した。
2012年9月23日、ガーナU-20代表の主将に任命された。アフリカU-20選手権2013での対モロッコU-20代表戦では2ゴールを決めて4-1での勝利に貢献した。
2013年9月10日、日本代表との国際親善試合にて代表での初ゴールを記録した。

## タイトル
ブリーラム
- タイ・プレミアリーグ (1) : 2011
- タイFAカップ (2) : 2011、2012
- タイ・リーグカップ (2) : 2011、2012

RSCアンデルレヒト
- ベルギー・ファースト・ディビジョンA (2) : 2013-14、2016-17
- ベルギー・スーパーカップ (2) : 2013、2014